# 土耳其世界遺產列表

本列表羅列了經聯合國教科文組織（UNESCO）審核
通過的土耳其世界遺產。1972年，聯合國教科文組織決定將價值較高的文化遺產和自然遺產選為世界遺產並寫入《世界遺產名錄》。 1983年3月16日，土耳其表示願意接受《保護世界文化和自然遺產公約》（Convention Concerning the Protection of the World Cultural and Natural Heritage），其歷史遺蹟獲得了列入《世界遺產名錄》、成為世界遺產的資格。直至2023年，共有18項文化遺產，2項雙重遺產。
1985年在法國巴黎舉行的第9次世界遺產委員會會議，迪夫里伊大清真寺和醫院、伊斯坦布爾歷史區和格雷梅國家公園和卡帕多細亞的岩石地點群入選為世界遺產，成為土耳其最初3個的世界遺產。 最新登錄的是阿尼的考古地點，於2016年正式成為世界遺產。

## 世界遺產列表
此列表可通過單擊相應列頂部的  可從而通過對該列表進行排序; 遺產，區域和年份列的字母數字; 由締約方為“位置”列; 以及“條件”列的標準類型。 跨網站的將排在列表底部。
名稱; 經世界遺產委員會定義的名稱。
地理位置; 世界遺產所在省份、地區和城市的地理位置。
評定標準; 世界遺產的評定標準。具體標準如下表所示：
遺產編碼; 世界遺產所對的編碼()為其所佔公頃和英畝。
入選年份; 世界遺產的入選年份。
簡介; 該世界遺產的簡介，包括成為瀕危遺產的理由（如適用）
| 名稱                                   | 圖片 | 地理位置                                                       | 評定標準                   | 遺產編碼。 公顷（英亩） | 入選年份 | 簡介   |
| -------------------------------------- | ---- | -------------------------------------------------------------- | -------------------------- | ----------------------- | -------- | ------ |
| 阿尼的歷史古城                         |      | 卡爾斯省 40°30′00″N 43°34′00″E / 40.50000°N 43.56667°E         | 文化: (ii)(iii)(iv)        | 251（620）              | 2016年   | [ 6 ]  |
| 特洛伊考古遗址                         |      | 恰納卡萊省 39°57′23″N 26°14′20″E / 39.95639°N 26.23889°E       | 文化: (ii)(iii)(vi)        | 158（390）              | 1998年   | [ 7 ]  |
| 阿斯蘭特佩土丘                         |      | 马拉蒂亚省 38°22′55″N 38°21′40″E / 38.38194°N 38.36111°E       | 文化: (iii)                | 74.07（183.0）          | 2021年   | [ 8 ]  |
| 布爾薩和庫馬利吉茲克: 奧斯曼帝國的誕生 |      | 布爾薩省 39°57′23″N 26°14′20″E / 39.95639°N 26.23889°E         | 文化: (i)(ii)(iv)(vi)      | 27（67）                | 2014年   | [ 9 ]  |
| 薩夫蘭博盧城                           |      | 卡拉比克省 41°15′36″N 32°41′23″E / 41.26000°N 32.68972°E       | 文化: (ii)(iv)(v)          | 193（480）              | 1994年   | [ 10 ] |
| 迪亞巴克爾堡壘和赫夫塞爾花園文化景觀   |      | 迪亞巴克爾省 37°54′11″N 40°14′22″E / 37.90306°N 40.23944°E     | 文化: (iv)                 | 521（1,290）            | 2015年   | [ 11 ] |
| 以弗所                                 |      | 伊茲密爾省 37°55′45″N 27°21′34″E / 37.92917°N 27.35944°E       | 文化: (iii)(iv)(vi)        | 663（1,640）            | 2015年   | [ 12 ] |
| 哥贝克力石阵                           |      | 尚勒乌尔法省 37°13′00″N 38°55′21″E / 37.21667°N 38.92250°E     | 文化: (i)(ii)(iv)          | 126（310）              | 2018年   | [ 13 ] |
| 戈尔迪翁                               |      | 安卡拉省 37°13′00″N 38°55′21″E / 37.21667°N 38.92250°E         | 文化: (iii)                | 126（310）              | 2023年   | [ 14 ] |
| 格雷梅國家公園和卡帕多細亞的岩石地點群 |      | 內夫謝希爾省 38°40′00″N 34°51′00″E / 38.66667°N 34.85000°E     | 複合: (i)(iii)(v)(vii)     | 9,884（24,420）         | 1985年   | [ 15 ] |
| 迪夫里伊大清真寺和醫院                 |      | 錫瓦斯省 39°22′17″N 38°07′19″E / 39.37139°N 38.12194°E         | 文化: (i)(iv)              | 2,016（4,980）          | 1985年   | [ 16 ] |
| 哈圖沙：赫梯首都                       |      | 喬魯姆省 40°00′50″N 34°37′14″E / 40.01389°N 34.62056°E         | 文化: (i)(ii)(iii)(iv)     | 268（660）              | 1986年   | [ 17 ] |
| 希拉波利斯-棉花堡                      |      | 代尼茲利省 37°55′26″N 29°07′24″E / 37.92389°N 29.12333°E       | 複合: (iii)(iv)(vii)       | 1,077（2,660）          | 1988年   | [ 18 ] |
| 伊斯坦堡歷史區                         |      | 伊斯坦堡省 41°00′30″N 28°58′48″E / 41.00833°N 28.98000°E       | 文化: (iii)(iv)(vii)       | 678（1,680）            | 1985年   | [ 19 ] |
| 內姆魯特山                             |      | 阿德亞曼省 38°02′12″N 38°45′49″E / 38.03667°N 38.76361°E       | 文化: (i)(iii)(iv)         | 11（27）                | 1987年   | [ 20 ] |
| 加泰土丘的新石器時代遺址               |      | 科尼亞省 37°40′00″N 32°49′41″E / 37.66667°N 32.82806°E         | 文化: (iii)(iv)            | 37（91）                | 2012年   | [ 21 ] |
| 帕加馬衛城及其多層次文化景觀           |      | 伊茲密爾省 39°07′33″N 27°10′48″E / 39.12583°N 27.18000°E       | 文化: (i)(ii)(iii)(iv)(vi) | 333（820）              | 2014年   | [ 22 ] |
| 塞利米耶清真寺                         |      | 愛第尼省 41°40′40″N 26°33′34″E / 41.67778°N 26.55944°E         | 文化: (i)(iv)              | 3（7.4）                | 2011年   | [ 23 ] |
| 桑索斯-萊圖恩                          |      | 安塔利亞和穆拉省 36°20′06″N 29°19′13″E / 36.33500°N 29.32028°E | 文化: (ii)(iii)            | 126（310）              | 1988年   | [ 24 ] |